# Montanhas Dumelu
As montanhas Dumelu (em turco: Dumlu dağları; de dumlu, "frio, fonte"), Salcavete (em armênio: Ծաղկավետ; romaniz.: Całkavet), Cachapaite (Խաչափայտ, Xačapayt[a]) ou Salcanse (Ծաղկանց, Całcancʼ) são uma cadeia montanhosa do planalto Armênio, ao norte da planície de Erzurum. Eleva-se a 2 500-3 000 metros e sua altitude máxima é de 3 147 metros. Se estende de noroeste a sudeste por cerca de 50 quilômetros e se conecta com um dos ramos do Antitauro. As Damelu ossuem um relevo ondulado, acidentado e cárstico, coberto de prados de montanha e vegetação alpina. Na parte sul fica o desfiladeiro de Iguedassor (profundidade: 500-700 metros). Das Dumelu surgem as nascentes do Eufrates Ocidental, do Choruque e de seu tributário, o Tortum.